# Optogenetyka
Optogenetyka – technika stosowana w neurobiologii, polegająca na kontrolowaniu aktywności określonej grupy neuronów za pomocą światła. Wrażliwość neuronów na światło uzyskuje się przez wprowadzenie do nich sekwencji genu kodującego światłoczułe białko z rodziny opsyn, np. na nośniku wirusowym. Białko to wbudowywuje się w błonę komórkową komórki nerwowej i pod wpływem światła wywołuje jej pobudzenie lub zahamowanie.

## Opis techniki
Najczęściej stosowanymi białkami światłoczułymi w metodach optogenetycznych są: 
- opsyna ChR2  (ang. channelrodopsin-2) występująca naturalnie w zielenicy Chlamydomonas reinhardtii
- opsyna  VChrR1 (ang. channelrhodopsin-1) występująca naturalnie w zielenicy Volvox carter
- halorodopsyna występująca naturalnie w archeonie Natronomonas pharaonis

ChR2 oraz VChr1 są kanałami jonowymi. Pod wpływem światła stają się przepuszczalne dla kationów, których napływ do wnętrza neuronu wywołuje depolaryzację. Halorodopsyna jest natomiast pompą jonową i pod wpływem światła przenosi do wnętrza neuronu aniony chlorkowe, co prowadzi do hiperpoplaryzacji jego błony komórkowej. Wymienione białka różnią się również długością fali światła, pod wpływem której ulegają aktywacji. ChR2 jest pobudzana najsilniej przez światło niebieskie, VChR1 przez światło zielone, a halorodopsyna przez światło żółte.

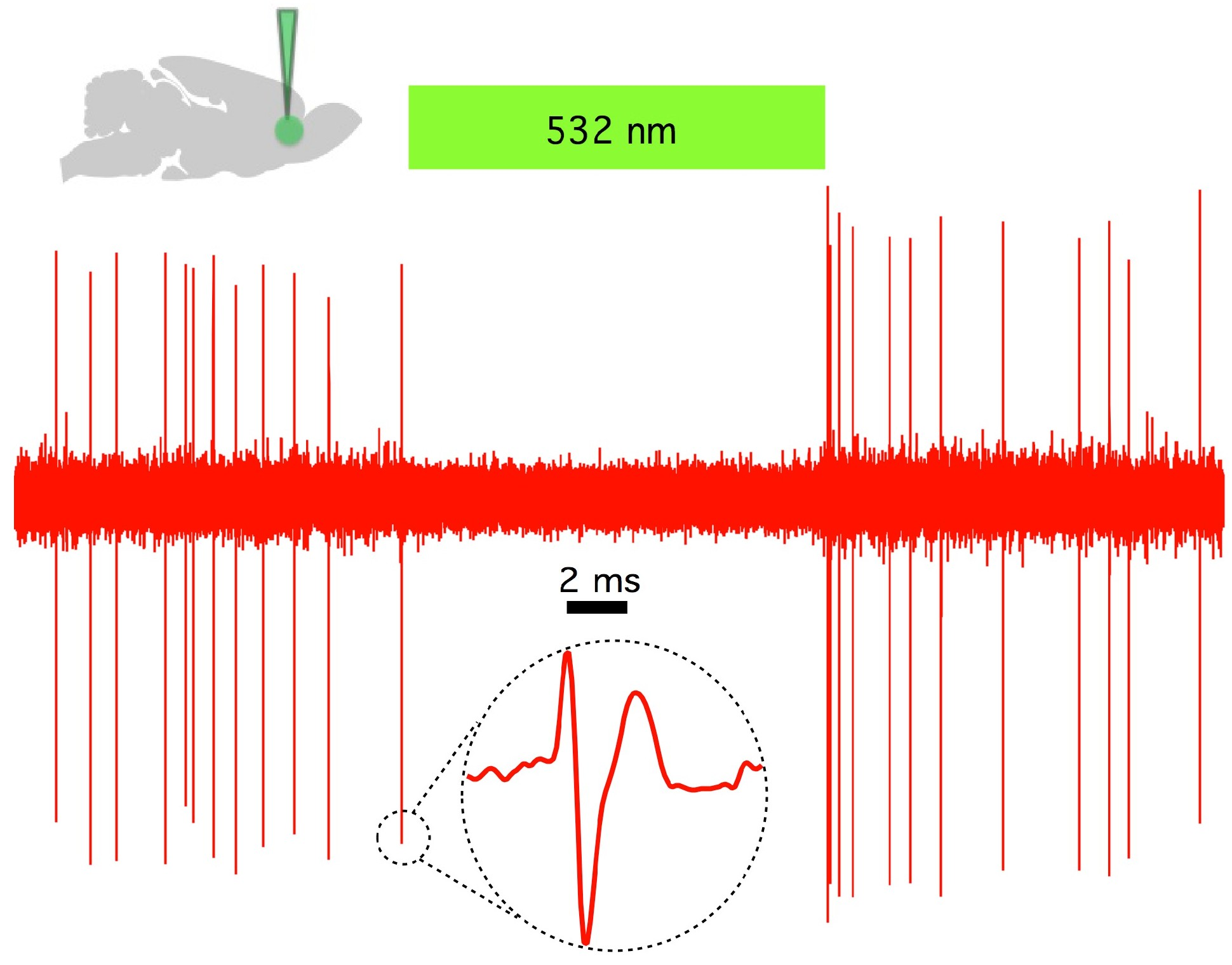
Schemat przedstawiający zahamowanie spontanicznej aktywności neuronu kory mózgowej z wbudowaną halorodopsyną pod wpływem oświetlenia zielonym światłem.

W celu wywołania ekspresji światłoczułego białka w wybranych neuronach stosuje się różne metody. Najczęściej stosowaną i najszybszą jest wprowadzenie sekwencji genu kodującego białko na wektorze wirusowym (np. lentiwirusowym) poprzez wstrzyknięcie w docelowy region mózgu. W wektorze umieszcza się również specyficzną komórkowo sekwencję promotorową, tak aby ograniczyć ekspresję białka tylko do określonego typu komórek (np. tylko pobudzających neuronów glutaminergicznych). Inną, bardziej czasochłonną metodą jest uzyskanie linii myszy transgenicznych, syntetyzujących światłoczułe białko w określonych neuronach przez całe życie. 
W przypadku większości zwierząt oświetlenie obszarów położonych głęboko w mózgu wymaga wprowadzenia do niego światłowodu.

## Historia
Możliwość wykorzystania światła do wybiórczego kontrolowania aktywności neuronów po raz pierwszy zasugerował Francis Crick w 1999. W 2002 roku po raz pierwszy opisano uzyskanie światłoczułych neuronów metodami inżynierii genetycznej. Wykorzystano rodopsynę pozyskaną z Drosophila melanogaster, którą wprowadzono do hodowli ssaczych neuronów. W późniejszych latach opisano jeszcze kilka podobnych układów doświadczalnych, jednak żaden nie znalazł szerszego zastosowania, ze względu na wysoki stopień skomplikowania.
W 2005 zespół Karla Deisserotha z Uniwersytetu Stanforda opublikował wyniki swoich doświadczeń, w których zastosowano znacznie prostszy układ, z użyciem rodopsyny ChR2. W tym samym roku zespół Georga Nagela opublikował wyniki doświadczeń, w których zastosowano metody optogenetyczne do kontroli aktywności motorycznej nicienia Caenorhabditis elegans. Nicień ten jest częstym obiektem badań, w których używa się technik optogenetycznych, głównie ze względu na mało skomplikowaną i dobrze poznaną budowę układu nerwowego, ale jednocześnie przejawianie bardzo wyraźnych zachowań, którymi można sterować. Ma też przezroczyste powłoki ciała, więc nie wymaga wprowadzania źródeł światła do wnętrza.
Techniki optogenetyczne znalazły duże zastosowanie w badaniach nad funkcjonowaniem połączeń neuronów w ciele migdałowatym i ich roli w powstawaniu strachu u gryzoni. Badane w ten sposób są również inne struktury układu limbicznego, m.in. jądro półleżące. Dzięki optogenetyce lepiej poznano też funkcjonowanie połączeń neuronów w obrębie jąder podstawy, których zaburzenia są związane z chorobą Parkinsona.
W 2010 roku optogenetyka została wybrana Metodą Roku 2010 przez prestiżowe czasopismo naukowe Nature Methods.